# NGC 5991
NGC 5991 est une galaxie spirale (elliptique?) située dans la constellation du Serpent. Sa vitesse par rapport au fond diffus cosmologique est de (6900 ± 23 km/s), ce qui correspond à une distance de Hubble de 101,8 ± 7,1 Mpc (∼332 millions d'al). NGC 5991 a été découverte par l'astronome français Édouard Stephan en 1879.
NGC 5991 est une galaxie à noyau passif (passive nucleus PAS).